# VAMOLA! キョウリュウジャー/みんな集まれ! キョウリュウジャー
「VAMOLA! キョウリュウジャー/みんな集まれ! キョウリュウジャー」（バモラ キョウリュウジャー/みんなあつまれ キョウリュウジャー）は、鎌田章吾および高取ヒデアキによるシングル。2013年3月13日に日本コロムビアから発売された。
鎌田章吾のデビューシングルである。

## 概要
「VAMOLA! キョウリュウジャー」と「みんな集まれ! キョウリュウジャー」は、特撮テレビドラマ『獣電戦隊キョウリュウジャー』のオープニングテーマとエンディングテーマにそれぞれ起用されている。販売形態は初回限定盤と通常盤の2種リリースで、前者には獣電池「ステゴッチ」と身長計が付属される。また、着うたの先行配信が同番組の放送開始日に行われた。
なお前作まではProject.Rが楽曲を担当していたが、今作では手掛けていない。日本コロムビアの高田彩は、新しい歌い手を参加させる方針でオーディションを行ったと述べている。
オリコンチャート最高順位 - 週間12位

## 収録曲

### 初回限定盤
1. VAMOLA! キョウリュウジャー [4:25][1]
歌：鎌田章吾
作詞：藤林聖子 / 作曲：持田裕輔 / 編曲：山下康介、持田裕輔
「VAMOLA!」はポルトガル語で「行くぜ!」を意味し、オープニング映像のテロップでもそう訳されている。曲調も鎌田曰く、王道っぽさのあるアガる曲で、ラテン調のサビで盛り上がるように仕上がっている。ちなみに鎌田自身は1番Bメロの「ほんとの強さは〜」で始まる箇所が好きだと語っている[6]。サビの歌詞において、「○○戦隊」という冠名と戦隊名が語句で区切られているのが特徴で、次作『烈車戦隊トッキュウジャー』にも受け継がれている。
ブレイブ1・2・8・15・16・18・24・25・39・44・ファイナルでは挿入歌として、ブレイブ6・7・19・37・40ではインストゥルメンタル版として、ブレイブ4・12・20・32・35・42ではインストゥルメンタル版と併用して使用された。
2. みんな集まれ! キョウリュウジャー [4:48][1]
歌：高取ヒデアキ（演奏：Z旗、振付：パパイヤ鈴木）
作詞：八手三郎、高取ヒデアキ / 作曲：高取ヒデアキ / 編曲：籠島裕昌
サンバを意識した曲で、歌詞には獣電竜の名前が取り入れられている[6]。なお高取は、「ビールのCMソングみたい」と評している[7]。

### 通常盤
1. VAMOLA! キョウリュウジャー [4:25]
2. みんな集まれ! キョウリュウジャー [4:48]
3. VAMOLA! キョウリュウジャー（オリジナル・カラオケ）
4. みんな集まれ! キョウリュウジャー（オリジナル・カラオケ）

## 「VAMOLA! キョウリュウジャー」バージョン違い、リミックス
VAMOLA!キョウリュウジャー(Samba Mix)
歌：鎌田章吾 / 作詞：藤林聖子 / 作曲：持田裕輔 / 編曲：山下康介
シングル『劇場版 獣電戦隊キョウリュウジャー主題歌』およびアルバム『劇場版 獣電戦隊キョウリュウジャー ソングアルバム ガブリンチョ・オブ・ミュージック』収録
VAMOLA!キョウリュウジャー(ダイノホープver.)
歌：鎌田章吾
『映画「獣電戦隊キョウリュウジャーVSゴーバスターズ 恐竜大決戦! さらば永遠の友よ」 オリジナルサウンドトラック』、『獣電戦隊キョウリュウジャー全曲集 ブレイブフィニッシュ』 収録
VAMOLA!キョウリュウジャー(真の地球のメロディver.)
歌：イアン・ヨークランド(CV:斉藤秀翼)、有働ノブハル(CV:金城大和)、立風館ソウジ(CV:塩野瑛久)、アミィ結月(CV:今野鮎莉)、弥生ウルシェード(CV:飯豊まりえ)
『獣電戦隊キョウリュウジャー全曲集 ブレイブフィニッシュ』 収録
VAMOLA!キョウリュウジャー(キャンデリラver.)
歌：キャンデリラ(CV:戸松遥)
『獣電戦隊キョウリュウジャー全曲集 ブレイブフィニッシュ』 収録

## 「みんな集まれ! キョウリュウジャー」バージョン違い
みんな集まれ! キョウリュウジャー（2114年ver.)
歌 : 高取ヒデアキ
『獣電戦隊キョウリュウジャー全曲集 ブレイブフィニッシュ』 収録